# Leśna Podlaska
Leśna Podlaska is een dorp in het Poolse woiwodschap Lublin, in het district Bialski. De plaats maakt deel uit van de gemeente Leśna Podlaska en telt 900 inwoners.

## Verkeer en vervoer
- Station Leśna Podlaska